# Vehbi Dinçerler
Mehmet Vehbi Dinçer né en 1940 à Gaziantep, est un homme politique et ingénieur civil turc.
Diplômé du département du génie civil de la faculté de la construction de l'Université technique d'Istanbul. Fait son master sur le génie industriel à l'Université de Syracuse. Il travaille à l'Organisation de Planification d'État (DPT) (1963-1972). Un temps il est chargé de cours à l'Université technique du Moyen-Orient. Il cofonde le parti de la mère patrie (ANAP) en 1983. Député d'Istanbul (1983-1987), de Hatay (1987-1991) et d'Ankara (1991-1995), ministre de l'éducation nationale, de la jeunesse et des sports (1983-1985), ministre d'État (1985-1987 et 1989-1991), président de la commission des affaires étrangères de la Grande assemblée nationale de Turquie (1988-1989). 